# Sveti Hieronim v studiu (Albrecht Dürer)
Sveti Hieronim v svojem studiu (nemško Der heilige Hieronymus im Gehäus) je bakrorez iz leta 1514 nemškega umetnika Albrechta Dürerja. Sveti Hieronim je prikazan sedeč za svojo mizo, zatopljen v delo. Miza, na vogalu katere je križ, je značilna za renesanso. Namišljena črta iz Hieronimove glave, ki poteka skozi križ, bi prispela do lobanje na okenski polici, kot bi nasprotovala smrti in vstajenju. Lev v ospredju je del tradicionalne ikonografije sv. Hieronima, blizu njega pa je speči pes, žival, ki jo pogosto najdemo v Dürerjevih delih in simbolizira zvestobo. Obe bitji sta del Hieronimove zgodbe v Zlati legendi (ok. 1260), ki je vsebovala domišljijske hagiografije svetnikov.
Sv. Hieronima v svojem studiu pogosto obravnavajo kot del skupine treh Dürerjevih grafik (njegove Meisterstiche), drugi dve pa sta dobro znani Melanholija I. (1514) in Vitez, smrt in hudič (1513). Skupaj so veljale za predstavnika treh sfer dejavnosti, priznanih v srednjem veku: Vitez, Smrt in Hudič spadajo v moralno sfero in »dejavno življenje«; Melanholija I predstavlja intelektualca; in sveti Hieronim teološko in kontemplativno življenje.
Kompozicija je intimna, vendar se gledalec težko umesti v prostor slike. Thomas Puttfarken meni, da čeprav je prizor zelo blizu opazovalcu, Dürer ni želel, da bi se gledalec počutil prisotnega: »intimnost ni naša, ampak svetnikova, ko je zatopljen v študij in meditacijo« (94). Umetnostni zgodovinar Erwin Panofsky komentira perspektivo:
Položaj zorne točke, precej oddaljen od središča, krepi vtis predstave, ki je ne določa objektivni zakon arhitekture, temveč subjektivno stališče gledalca, ki pravkar vstopa – predstave, ki se zahvaljuje ravno tej perspektivni ureditvi velik del njegovega posebnega 'intimnega' učinka.(Qtd. v Puttfarken, 94)

## Jona in bučna trta
S pomočjo posušene buče, ki visi s špirovcev, Dürer počasti Hieronimov pogum v soočenju z dolgotrajnim filološkim sporom s [[Avguštin iz Hipona|sv. Avguštinom]g, ki daje prednost grški in latinski nomenklaturi za hitro rastočo rastlino, poznano v hebrejščini kot קיקיון (qiyqayown), ki jo sreča le enkrat, v Jonovi knjigi. Besedilo Stare zaveze se nenadoma konča (Jon 4) z epistolarnim opozorilom, ki temelji na emblematičnem tropu hitro rastoče vinske trte, prisotne v perzijskih pripovedih in široko popularizirane v nekaterih zbirkah Ezopovih basni, kot sta Buča in palma. Hieronim se je odločil za uporabo hedere (iz grščine, in pomeni bršljan) namesto bolj običajne latinske cucurbita, morda zato, da bi se izognil zmedi in naredil popolnejšo analogijo s tipologijo Kristusa »Jaz sem vinska trta, vi ste veje«. Pravzaprav je Avguštinov pogled prevladal že v Dürerjevem času.